# Тропак
Тропак (від слова тропати — тупотіти ногами) — український народний танець. Музичний розмір — 2/4. Темп жвавий, веселий, завзятий. Тропак в хореографічному і музичному відношеннях має багато спільного з гопаком.
Тропак використаний у «Концерті для балалайки й бандури» в супроводі симфонічного оркестру композитору Г. Таранова, «Лускунчику» Чайковського. «Фантазія» Діснея дає свою версію танцю.